# Келлі Сільдару

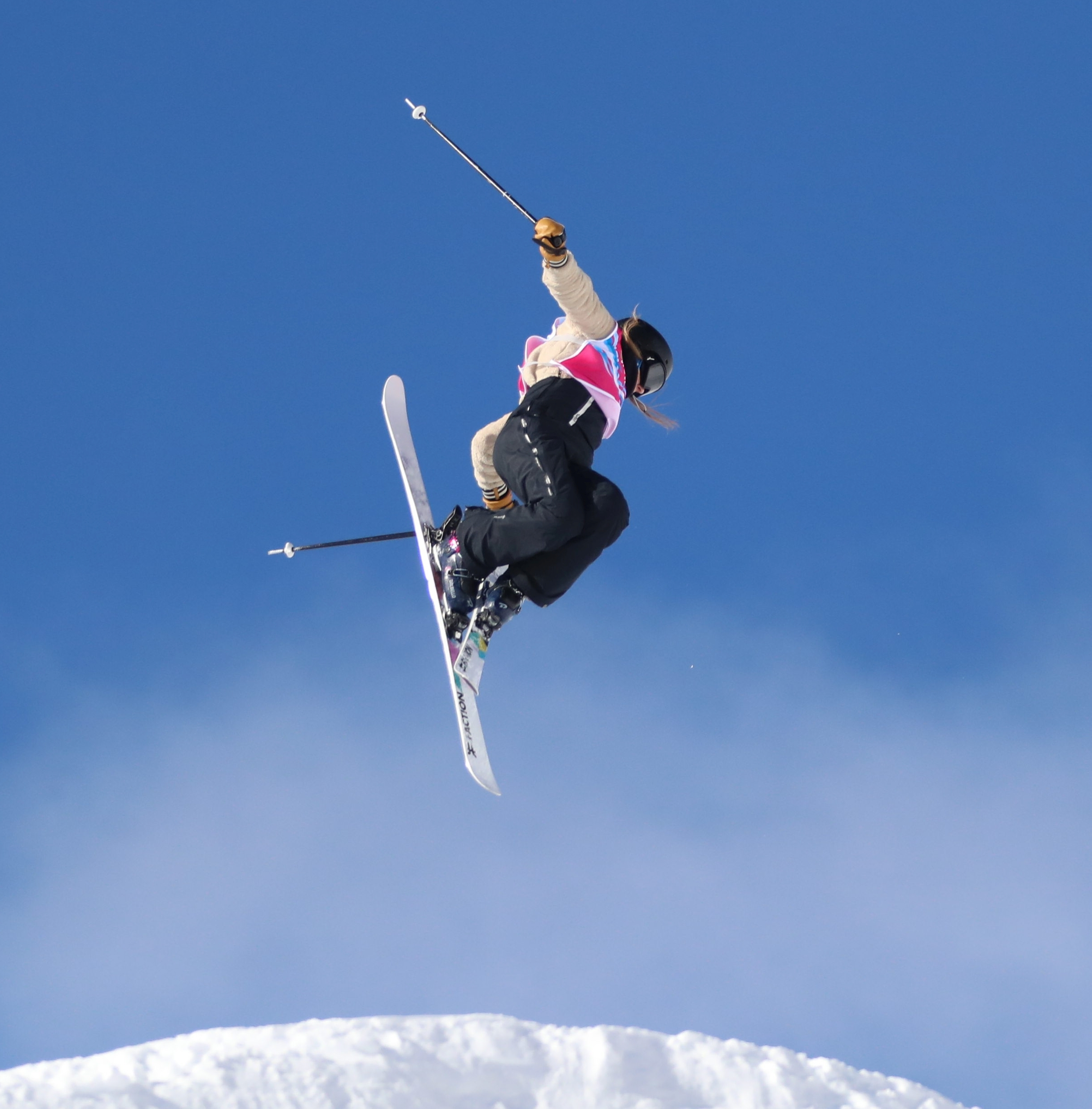
Келлі Сільдару, 2020

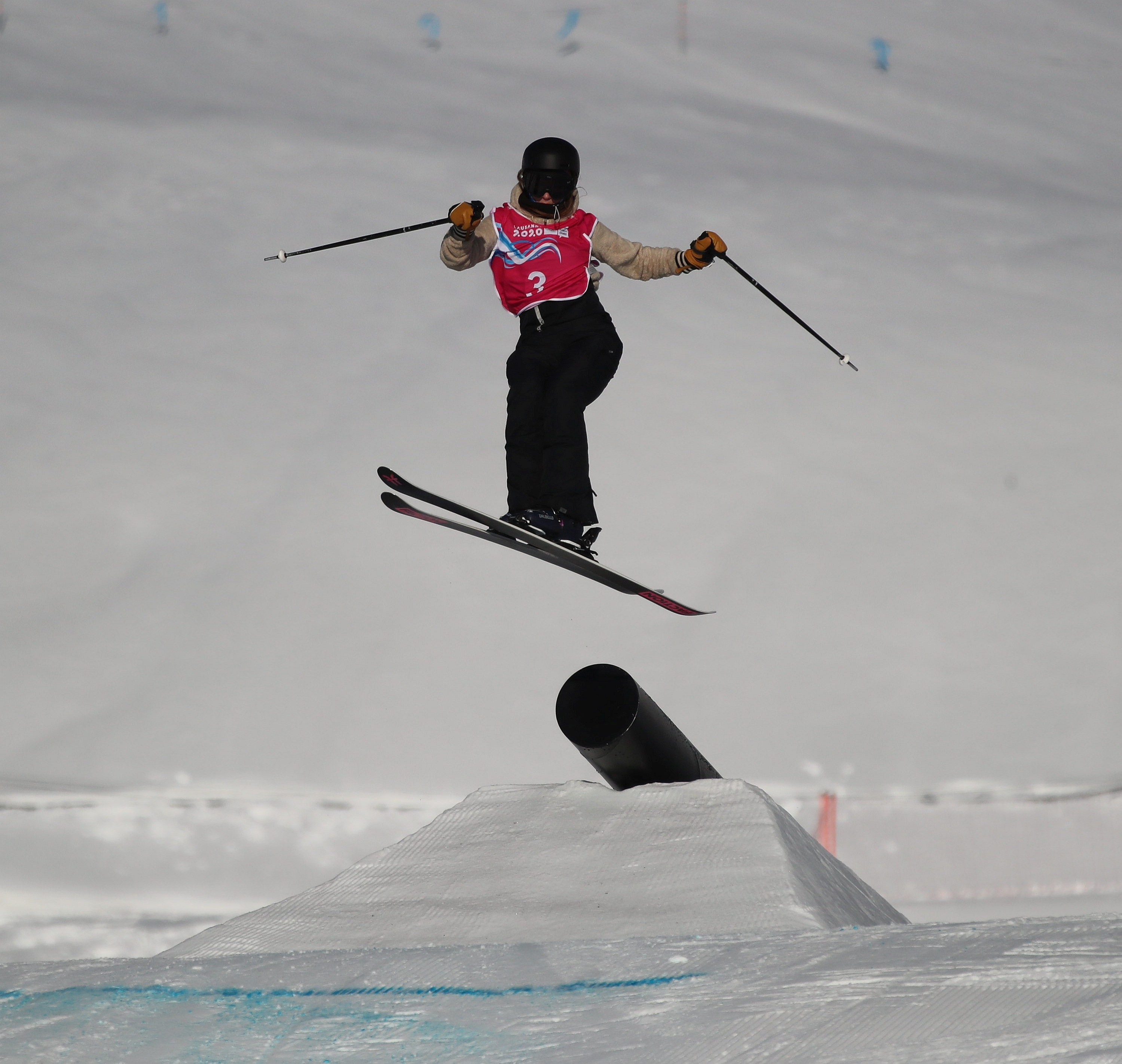
Келлі Сільдару, 2020

Келлі Сільдару (ест. Kelly Sildaru; нар. 17 лютого 2002, Таллінн, Естонія) — естонська фристайлістка, що спеціалізується на дисциплінах хафпайп, слоупстайл, біг-ейр і суперпайп, чемпіонка світу 2019 року з хафпайпу, 4-разова переможниця X-Ga. Чемпіонка зимових юнацьких Олімпійських ігор 2020 року зі слоупстайлу. Бронзова призерка Олімпійських ігор 2022 року зі слоупстайлу.

## Кар'єра
У січні 2017 року виборола своє друге юніорське золото на зимових Всесвітніх екстремальних іграх у дисципліні слоупстайл.
На Зимових олімпійських іграх 2018 року мала представляти Естонію, але через травму коліна змушена була пропустити змагання.
2019 року на чемпіонаті світу з лижного фристайлу та сноуборду Келлі Сільдару у хафпайпі виборола свою першу золоту медаль. На батьківщині була визнана найкращою спортсменкою Естонії 2019 року.
18 січня 2020 року виграла золоту медаль у слоупстайлі на зимових юнацьких Олімпійських іграх у Лозанні, набравши 93,75 бала. Цього ж року на зимових Всесвітніх екстремальних іграх у дисциплінах суперпайп і слоупстайл завоювала дві золоті медалі.
2022 року на зимових Всесвітніх екстремальних іграх у дисципліні суперпайп здобула золоту медаль.

## Олімпійські ігри 2022 року
На відкритті Олімпійських ігор Сільдару обрали разом з Мартіном Хімма прапороносцем збірної Естонії і вона була прапороносцем на закритті.
Келлі Сільдару не зуміла вийти у фінал змагань у біг-ейр, у кваліфікації вона посіла сімнадцяте місце, набравши в сумі 125,50 бала.
15 лютого стала бронзовим призером у слоупстайлі, заробивши 82.06 бала.
18 лютого посіла четверте місце у фіналі змагань з хафпайпу, набравши 87 балів.

## Результати

### Олімпійські ігри
| Місце | Дата           | Місце проведення | Вид        | Переможець |
| ----- | -------------- | ---------------- | ---------- | ---------- |
| 3     | 15 лютого 2022 | Пекін            | слоупстайл | -          |

### Юнацькі Олімпійські ігри
| Місце | Дата          | Місце проведення | Вид        | Переможець |
| ----- | ------------- | ---------------- | ---------- | ---------- |
| 1     | 18 січня 2020 | Лозанна          | Слоупстайл | -          |

### Чемпіонат світу
| Місце | Дата          | Місце проведення | Вид     | Переможець |
| ----- | ------------- | ---------------- | ------- | ---------- |
| 1     | 9 лютого 2019 | Парк-Сіті        | Хафпайп | -          |

### Зимові X-Games
- 9 медалей — (6 золота, 2 срібла, 1 бронза)

| Рік  |            |                         |                         |                         |
| Вік  | Слоупстайл | Суперпайп               | Біг-ейр                 |                         |
| 2016 | 13         | золото                  | -                       | -                       |
| 2017 | 14         | золото                  | -                       | срібло                  |
| 2018 | 15         | пропустила через травму | пропустила через травму | пропустила через травму |
| 2019 | 16         | золото                  | срібло                  | бронза                  |
| 2020 | 17         | золото                  | золото                  | -                       |
| 2022 | 19         | -                       | золото                  | -                       |

## Нагороди
- Найкращий молодий спортсмен Естонії (5): 2016[21], 2017, 2018[22], 2019[23], 2020[24]
- Спортсменка року Естонії (2): 2019[23], 2022[25]
- Найкращий спортсмен року за версією Академії спорту США (1): 2019[26]

### Державні
- Кавалер ордена Білої зірки 3-го ступеня (2022)[27].

## Сім'я
- Тиніс Сільдару — батько та тренер Келлі Сільдару[28]
- Генрі Сільдару — брат, фристайліст, чемпіон Естонії 2019 року з слоупстайлу[29][30]

## Поза спортом
20 травня 2022 року стало відомо, що Келлі Сільдару стала першою представницею Естонії, за образом якої в рамках кампанії Dream Gap зроблять ляльку Барбі.